# John Birch (Diplomat)
Sir John Allan Birch KCVO CMG (* 24. Mai 1935; † 6. Mai 2020) war ein britischer Diplomat, der unter anderem zwischen 1986 und 1989 stellvertretender Ständiger Vertreter bei den Vereinten Nationen in New York City im Range eines Botschafters sowie anschließend von 1989 bis 1995 Botschafter in Ungarn war.

## Leben

### Militärdienst, Studium und Beginn der diplomatischen Laufbahn
Birch absolvierte nach dem Besuch der 1890 von Quäkern gegründeten Leighton Park School von 1954 bis 1956 seinen Militärdienst (National Service) beim Linieninfanterie-Regiment (Middlesex Regiment (Duke of Cambridge’s Own)) und wurde dort am 4. Juni 1955 zum Leutnant (Second Lieutenant) befördert. Danach folgte 
ein Studium am Corpus Christi College der University of Cambridge, währenddessen er sich in der Cambridge Union sowie der United Nations Association. 1959 trat er in den diplomatischen Dienst (Her Majesty’s Diplomatic Service) ein und fand seine erste Auslandsverwendung von 1960 bis 1963 als Dritter Sekretär an der Botschaft in Frankreich. Dort war er vom damaligen Botschafter Pierson John Dixon mit der Beobachtung und Berichterstattung über die französische politische Linke betraut worden, insbesondere der Parti communiste français (PCF) und der mit dieser eng verbundenen Gewerkschaft Confédération générale du travail (CGT).
1963 wechselte Birch an die Generalkommission in Singapur, das am 1. September 1963 vom Vereinigten Königreich unabhängig wurde und unter Premierminister Lee Kuan Yew der Föderation Malaysia beigetreten war. Sein dortiger Vorgesetzter war Philip Moore, der nach der Unabhängigkeit und der vorübergehenden Übernahme der diplomatischen Zuständigkeit durch den Hochkommissar in Malaysia, Anthony Head, dort als stellvertretender beziehungsweise kommissarischer Hochkommissar wirkte. Daran schloss sich zwischen 1965 und 1968 eine Verwendung an der Botschaft in Rumänien sowie von 1968 bis 1970 an der Ständigen Vertretung beim Büro der Vereinten Nationen in Genf an. Während einer darauf folgenden Verwendung im Ministerium für Auswärtige und Commonwealth-Angelegenheiten (Foreign and Commonwealth Office) in dem von Iain Sutherland geleiteten Südasien-Referat befasste er sich mit der Situation in der Region nach dem Bangladesch-Krieg und dem Dritten Indisch-Pakistanischen Krieg 1971. Am 26. März 1972 wurde er in den höheren diplomatischen Dienst übernommen.
Nach den dort gewonnenen Erfahrungen wurde Birch am 25. Juni 1973 als Konsul zur Botschaft in Afghanistan versetzt. Unmittelbar nach seiner Ankunft kam es dort am 17. Juli 1973 zur Absetzung von König Mohammed Sahir Schah durch Ministerpräsident Mohammed Daoud Khan, der daraufhin die Republik Afghanistan ausrief und deren Staatspräsident wurde. Nach Beendigung seiner dortigen Verwendung absolvierte er 1977 einen Lehrgang am Royal College of Defence Studies (RCDS) in London und war im Anschluss zwischen 1977 und 1980 Politischer Berater der britischen Delegation bei den UN-Abrüstungsverhandlungen in Genf und zugleich auch Unterhändler in einer Arbeitsgruppe zur Verhandlung des Textes des Kernwaffenteststopp-Vertrages. 

### Fachmann für Osteuropa und Aufstieg zum Botschafter
1980 übernahm Birch nach einem Ungarisch-Sprachkurs an der School of Slavonic and East European Studies des University College London (UCL) die Funktion als Botschaftsrat an der Botschaft in der Volksrepublik Ungarn, die damals von Bryan Cartledge geleitet wurde. 
Nach seiner Rückkehr nach Großbritannien war Birch zwischen 1983 und 1986 Leiter des Osteuropa-Referats des Außenministeriums, nachdem das bisher von Nigel Broomfield geleitete Referat für die Sowjetunion und Osteuropa aufgeteilt wurde. In dieser Funktion befasste er sich zuletzt unter anderem mit den Auswirkungen der von Michail Gorbatschow begonnenen Politik von Offenheit (Glasnost) und Umbau (Perestroika) auf die Staaten des Warschauer Paktes. Darüber hinaus wurde er 1985 in dieser Funktion beauftragt, Geheimgespräche mit der Sozialistischen Volksrepublik Albanien über eine mögliche Wiederaufnahme diplomatischer Beziehungen zu führen, die 1946 aufgrund des Korfu-Kanal-Zwischenfalls abgebrochen wurden. Diese Gespräche fanden in der Botschaft Albaniens in Frankreich statt, das zu dieser Zeit noch diplomatische Beziehungen zu Albanien unterhielt.
1986 übernahm er bis 1989 den Posten als stellvertretender Ständiger Vertreter bei den Vereinten Nationen in New York City im Range eines Botschafters und war damit Vertreter des damaligen Leiters der Ständigen Vertretung John Adam Thomson beziehungsweise seit 1987 von dessen Nachfolger Crispin Tickell. Zum 1. Januar 1987 wurde er Companion des Order of St. Michael and St. George (CMG).
Zuletzt wurde Birch 1989 schließlich Nachfolger von Leonard Appleyard als Botschafter in Ungarn. In diese Zeit fiel der Umbruch Ungarns nach dem Fall des Eisernen Vorhangs und des Kommunismus. Dabei konnte er auf seine bei der früheren Verwendung in Ungarn begründeten Beziehungen wie zu dem Dissidenten Miklós Haraszti aufbauen. Während der dortigen Verwendung wurde er am 7. Mai 1993 zum Knight Commander des Royal Victorian Order geschlagen, so dass er fortan den Namenszusatz „Sir“ führte. Den Posten als Botschafter in Ungarn bekleidete er sechs Jahre lang bis zu seinem Eintritt in den Ruhestand 1995 und wurde im Anschluss durch Christopher William Long abgelöst, der bis dahin Botschafter in Ägypten war.
Nach seinem Ausscheiden aus dem diplomatischen Dienst engagierte er sich von 1995 bis 2004 als Direktor der British Association for Central and Eastern Europe. Ferner war er zeitweilig Mitglied des Aufsichtsrates des privaten Sicherheits- und Militärunternehmen Aegis Defence Services.